# 南宁北站
南宁北站（工程名武鸣站）位于中华人民共和国广西壮族自治区南宁市武鸣区城厢镇，是贵南高速铁路上的一座铁路车站，于2023年8月31日随贵南高铁荔波至南宁段开通而投入使用，车站规模为2台5线。车站北端预留时速350公里南衡高速铁路接轨道岔。